# University of Technology, Sydney
University of Technology är ett universitet i Sydney, New South Wales, Australien. Universitetet grundades i sin nuvarande form 1981, även om dess ursprung kan spåras tillbaka till 1870-talet. UTS är känt för sitt centrala läge och som enda universitet med säte i centrala Sydney. Det är en del av Australian Technology Network och det femte största universitetet i Sydney. UTS har 29,842 studenter. UTS rankades 2008 som 234 av världens topp-500 universitet av Times Higher Education och var en av två australiska universitet som fick betyget A1 inom alla huvudämnen under 2007 och 2008 av det australiska utbildningsdepartementet. 
Den kända skådesperlaren Hugh Jackman har läst på detta universitet.
http://newsroom.uts.edu.au/news/2008/05/alumnus-hugh-jackman-honoured-at-uts-20-year-celebration